# Tang Lung Chau
Tang Lung Chau (en chino, 燈籠洲) es una pequeña isla deshabitada localizada al oeste de la isla de Hong Kong, al sur de la República Popular China. Esta isla se encuentra al sur de Ma Wan, y es administrativamente parte del distrito de Tsuen Wan. 
El faro Tang Lung Chau y la casa del guardián del faro, situados en Tang Lung Chau, fueron declarados monumento el 29 de diciembre de 2000.
El Faro, también conocido como Kap Sing Lighthouse, se puso en servicio el 29 de abril de 1912, es uno de los cinco faros sobrevivientes de antes de la guerra en Hong Kong. Se trata de una torre de acero con un esqueleto de 11,8 metros de altura con una linterna blanca en la parte superior. La torre de acero y aparatos de luz se trajeron desde Inglaterra. El faro, que ahora es no tripulado y automático, está bajo la dirección del Departamento de Marina local. Hay en esa estructura un dormitorio, una cocina, una letrina y un trastero.